# نيكول فيورنتينو
نيكول مارغريت فيورنتينو (Nicole Margaret Fiorentino) من مواليد 7 أبريل 1979 هي موسيقية وعازفة غيتار أمريكية و عضوة في فرقة الروك بديل (بالإنجليزية: The Smashing Pumpkins)‏.

## روابط خارجية
- نيكول فيورنتينو على موقع IMDb (الإنجليزية)
- نيكول فيورنتينو على موقع ميوزك برينز (الإنجليزية)
- نيكول فيورنتينو على موقع أول ميوزيك (الإنجليزية)
- نيكول فيورنتينو على موقع ديسكوغز (الإنجليزية)